# Округ Јел (Арканзас)
Округ Јел (енгл. Yell County) је округ у америчкој савезној држави Арканзас. По попису из 2010. године број становника је 22.185. Седишта округа су градови Danville и Dardanelle.

## Демографија
Према попису становништва из 2010. у округу је живело 22.185 становника, што је 1.046 (4,9%) становника више него 2000. године.
| Група             | 2000.          | 2010.          |
| Белци             | 17.650 (83,5%) | 17.020 (76,7%) |
| Афроамериканци    | 310 (1,5%)     | 307 (1,4%)     |
| Азијати           | 146 (0,7%)     | 287 (1,3%)     |
| Хиспаноамериканци | 2.691 (12,7%)  | 4.230 (19,1%)  |
| Укупно            | 21.139         | 22.185         |